# Estrutura narrativa de O Senhor dos Anéis
Os estudiosos descreveram a estrutura narrativa de O Senhor dos Anéis, uma obra de alta fantasia escrita por J. R. R. Tolkien e publicada entre 1954 e 1955, de diversas maneiras. A narrativa pode ser vista como um par equilibrado de jornadas externas e internas; uma sequência linear de cenas ou tableaux; um arranjo fractal de episódios distintos; uma estrutura semelhante a uma catedral gótica, composta por diversos elementos; múltiplos ciclos ou espirais; ou um elaborado entrelaçamento [en] no estilo medieval de fios narrativos que se cruzam. Há também uma simetria elaborada entre pares de personagens.
O primeiro volume, A Sociedade do Anel, apresenta uma estrutura distinta do restante do romance. Ele atraiu atenção tanto por sua sequência de cinco "Casas Acolhedoras", locais seguros onde os protagonistas hobbits podem se recuperar após episódios perigosos, quanto por sua organização como um único fio narrativo centrado no protagonista, Frodo, interrompido por dois capítulos longos, porém cruciais, de narrativa em flashback.

## Contexto
J. R. R. Tolkien (1892–1973) foi um escritor, poeta, filólogo e acadêmico inglês, católico romano, mais conhecido como autor das obras de alta fantasia O Hobbit e O Senhor dos Anéis.
Entre 1954 e 1955, O Senhor dos Anéis foi publicado. Em 1957, a obra recebeu o International Fantasy Award. A publicação das edições em brochura pela Ace Books [en] e Ballantine nos Estados Unidos contribuiu para sua imensa popularidade entre uma nova geração na década de 1960. O livro mantém sua popularidade desde então, sendo considerado uma das obras de ficção mais populares dos séculos XX e XXI, com base em vendas e pesquisas com leitores. Na pesquisa "Big Read" de 2003, realizada pela BBC no Reino Unido, O Senhor dos Anéis foi eleito o "livro mais amado da nação". Em pesquisas semelhantes conduzidas em 2004 na Alemanha e na Austrália, a obra também foi escolhida como o livro favorito. Em uma pesquisa de 1999 realizada pela Amazon.com, O Senhor dos Anéis foi considerado o "livro do milênio" pelos clientes. A popularidade de O Senhor dos Anéis cresceu ainda mais com a trilogia de filmes dirigida por Peter Jackson, lançada entre 2001 e 2003.

## Estrutura geral
Os estudiosos de Tolkien [en] destacaram a estrutura narrativa incomum de O Senhor dos Anéis, descrevendo-a de várias formas: como um par equilibrado de jornadas externas e internas; uma sequência linear de cenas ou tableaux estáticos; um arranjo fractal de episódios distintos que elaboram temas recorrentes; uma estrutura semelhante a uma catedral gótica, composta por diversos elementos que criam um espaço com luzes e perspectivas variadas; ou um entrelaçamento elaborado no estilo medieval de fios narrativos que se cruzam.

### Equilíbrio entre missões externas e internas
O crítico Nicholas Birns sugere que O Senhor dos Anéis é composto por duas missões, equilibradas entre si. A missão externa, ou principal, é visível e ocupa a maior parte do livro: destruir o Um Anel. A missão interna, ou moral, é descrita no penúltimo capítulo do livro, "O Expurgo do Condado". Essa segunda missão é revelada quando Frodo e os hobbits retornam ao Condado e a encontram devastada e industrializada pelos homens de Sharkey. Os hobbits, fortalecidos pela missão externa, organizam o Condado e restauram sua perfeição rural. Outro crítico, Bernhard Hirsch, observa o "considerável debate crítico" em torno desse capítulo e destaca que Tolkien afirmou, no prefácio, que previu desde o início que o livro teria como estrutura formal uma jornada externa para a missão principal e uma jornada de retorno.

Estrutura formal de O Senhor dos Anéis: arcos narrativos equilibrando o texto principal sobre a missão de destruir o Um Anel em Mordor com a missão moral de Frodo em "O Expurgo do Condado".

### Sequência linear de tableaux e uma missão
O estudioso de humanidades Breean Rosebury afirmou em 2003 que O Senhor dos Anéis é tanto uma missão –  uma história com heróis e um objetivo, destruir o Anel – quanto uma jornada, um passeio expansivo pela Terra Média por meio de uma série de tableaux que encantam os leitores; ambas as dimensões se complementam. Rosebury destacou que grande parte da obra, especialmente o Livro 1, é predominantemente descritiva, em vez de centrada na trama; ela foca principalmente na própria Terra Média, guiando o leitor por uma série de tableaux – nao Condado, na Floresta Velha, com Tom Bombadil, e assim por diante. Ele afirmou que "a expansividade circunstancial da Terra Média é central para o poder estético da obra".
Paralelamente a essa descrição lenta, há a missão de destruir o Anel, uma linha narrativa unificadora. O Anel precisa ser destruído para salvar a Terra Média da destruição ou da dominação por Sauron. Assim, Rosebury argumentou que o livro tem um único foco: a própria Terra Média. A obra constrói a Terra Média como um lugar que os leitores aprendem a amar, mostra que ela está sob grave ameaça e, com a destruição do Anel, proporciona a "eucatástrofe" para um final feliz. Isso define a obra como "cômica" em vez de "trágica", em termos clássicos; mas também incorpora a inevitabilidade da perda, à medida que elfos, hobbits e outros declinam e desaparecem. Mesmo as partes menos novelísticas, como crônicas, narrativas e ensaios dos apêndices, ajudam a construir uma imagem consistente da Terra Média. Assim, Rosebury afirmou que a obra é extremamente bem estruturada, com a expansividade e a trama se encaixando perfeitamente.

Diagrama da análise de Breean Rosebury de O Senhor dos Anéis como uma combinação de missão (destruir o Anel) e jornada (uma série de tableaux de lugares na Terra Média); as duas dimensões se apoiam mutuamente e devem se encaixar com precisão.

### Entrelaçamento

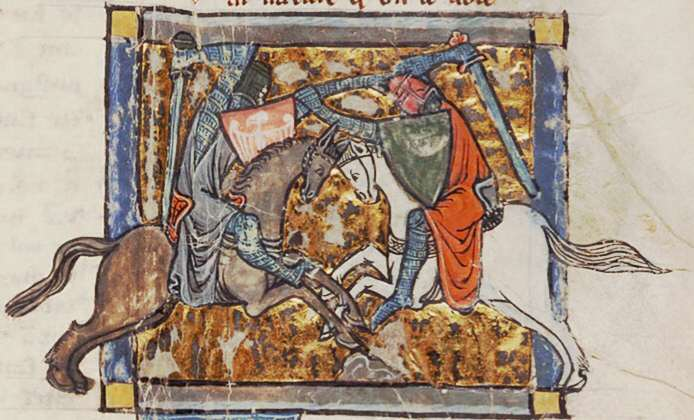
O Senhor dos Anéis utiliza diversos temas de romance medieval (ilustrado por Ivain, o Cavaleiro do Leão), como heroísmo e entrelaçamento.

Nos segundo e terceiro volumes de O Senhor dos Anéis, Tolkien empregou uma estrutura narrativa incomum e complexa, conhecida como entrelaçamento ou entrelacement. Também chamada de "romance de tapeçaria", essa técnica, conhecida na literatura francesa medieval, consiste em seguir um personagem ou grupo de personagens por vez, sem fornecer informações sobre o que os outros personagens estão fazendo até que a narrativa passe para eles. O entrelaçamento permitiu a Tolkien alcançar diversos efeitos literários: manter o suspense; deixar o leitor incerto sobre o que acontecerá e até mesmo sobre o que está acontecendo com outros personagens ao mesmo tempo na história; e criar surpresa e uma sensação contínua de perplexidade e desorientação. Mais sutilmente, a alternância da linha temporal pelos diferentes fios narrativos permitiu a Tolkien estabelecer conexões ocultas, que só podem ser compreendidas retrospectivamente, quando o leitor percebe que certos eventos ocorreram simultaneamente, sugerindo um confronto entre forças do bem e do mal.
O estudioso de literatura George H. Thomson escreveu: "O que deve interessar o estudante de romances é a maneira como Tolkien conseguiu combinar um catálogo quase completo de temas de romance [medieval], muitos deles extraordinários, com uma estrutura de trama elaborada, ampla e extremamente flexível, criando uma narrativa em prosa moderna [en] coerente e convincente."
| Personagem     | 1. A Primeira Jornada            | 1. A Primeira Jornada | 2. A Jornada dos Nove Companheiros | 2. A Jornada dos Nove Companheiros           | 3. A Traição de Isengard                | 4. A Jornada dos Portadores do Anel                       | 5. A Guerra do Anel      | 6. O Fim da Terceira Era                   | 6. O Fim da Terceira Era | 6. O Fim da Terceira Era  |
| -------------- | -------------------------------- | --------------------- | ---------------------------------- | -------------------------------------------- | --------------------------------------- | --------------------------------------------------------- | ------------------------ | ------------------------------------------ | ------------------------ | ------------------------- |
| Frodo, Sam     | viajam para Bree                 | viajam para Valfenda  | os 9 se reúnem, vão para o sul     |                                              |                                         | viajam para Mordor                                        |                          | viajam para Monte da Perdição              | os amigos se reúnem      | Hobbits limpam ao Condado |
| Merry [en]     | viajam para Bree                 | viajam para Valfenda  | os 9 se reúnem, vão para o sul     | despertam os Ents para Isengard              |                                         | jura fidelidade a Théoden; Batalha dos Campos de Pelennor |                          |                                            | os amigos se reúnem      | Hobbits limpam ao Condado |
| Pippin [en]    | viajam para Bree                 | viajam para Valfenda  | os 9 se reúnem, vão para o sul     | despertam os Ents para Isengard              |                                         | jura fidelidade a Denethor                                | Batalha do Morannon [en] |                                            | os amigos se reúnem      | Hobbits limpam ao Condado |
| Aragorn        | encontra os hobbits              | viajam para Valfenda  | os 9 se reúnem, vão para o sul     | viajam para Rohan; Batalha do Abismo de Helm |                                         | Batalha dos Campos de Pelennor                            | Batalha do Morannon [en] |                                            | os amigos se reúnem      |                           |
| Legolas, Gimli |                                  |                       | os 9 se reúnem, vão para o sul     | viajam para Rohan; Batalha do Abismo de Helm |                                         | Batalha dos Campos de Pelennor                            | Batalha do Morannon [en] |                                            | os amigos se reúnem      |                           |
| Gandalf        | aconselha Frodo, parte apressado |                       | os 9 se reúnem, vão para o sul     | morre em Moria                               | reaparece; desperta Rohan para Isengard |                                                           | Batalha do Morannon [en] | alerta aliados                             | os amigos se reúnem      |                           |
| Boromir        |                                  |                       | os 9 se reúnem, vão para o sul     | morre em Parth Galen                         |                                         |                                                           |                          |                                            |                          |                           |
| Gollum         |                                  |                       | (visto de relance em perseguição)  |                                              |                                         | persegue Frodo e o Anel                                   |                          | persegue Frodo; destrói o Anel, a si mesmo |                          |                           |

### Não linear
O estudioso E. L. Risden argumentou que Tolkien resistiu fortemente a uma estrutura linear para O Senhor dos Anéis. Ele escreve que a obra utiliza técnicas narrativas que ele chama, metaforicamente, de "fractal" e "gótica". Risden citou o diretor da trilogia de filmes de O Senhor dos Anéis, Peter Jackson, que afirmou que A Sociedade do Anel foi o mais fácil de filmar, por ser essencialmente linear; os outros dois volumes, por serem entrelaçados, apresentaram desafios muito maiores ao cineasta.

#### Fractais

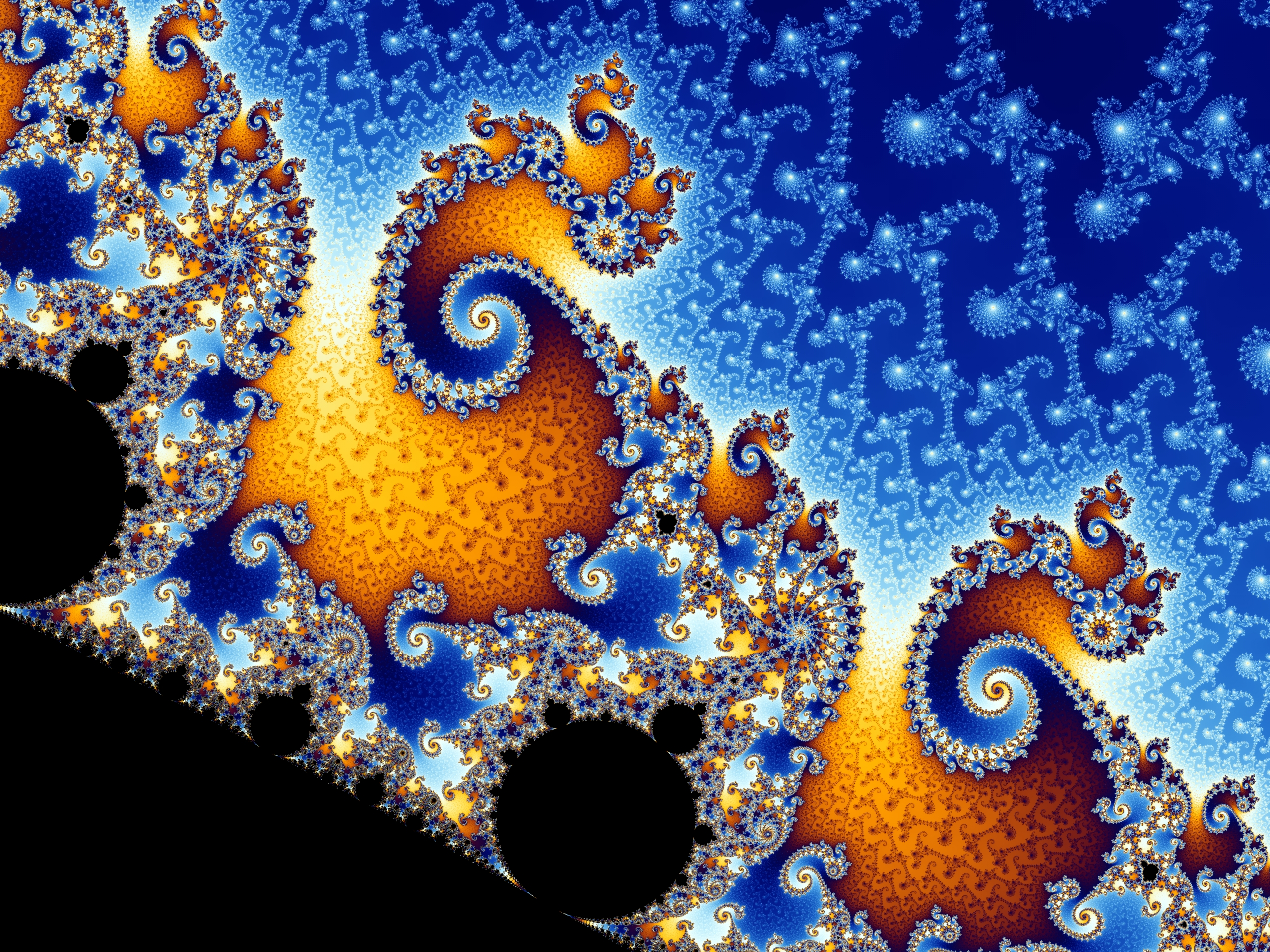
A estrutura da obra foi comparada a fractais, que se desdobram e ganham complexidade ao dividir linhas e formas em padrões infinitamente intricados.

Estudiosos como Michael Drout [en] e Risden descreveram a estrutura narrativa como "fractal". Drout referiu-se aos múltiplos episódios de "tensão e alívio", todos distintos, mas seguindo um padrão repetitivo. Risden exemplificou a descrição fractal pela combinação de texto, mapas e uma profusão de nomes na obra. Esses elementos sugerem ao leitor, segundo ele, citando Shippey, que a abordagem de Tolkien indica "que há um mundo além da história, que a narrativa é apenas uma seleção" da diversidade quase infinita e não descrita da Terra Média.
Risden argumentou que, como narrativa "fractal", a história avança de forma episódica ou incremental, guiada por um ou mais "atratores estranhos", desdobrando-se, variando e ganhando complexidade. Ele considerou o desenvolvimento da "Casa Aconchegante" de Frodo como um exemplo de desenvolvimento fractal: começa com Bolsão, o lar perfeito de Bilbo e base para uma aventura, que se adapta "fractalmente" para desempenhar o mesmo papel, mas para Frodo e sua missão. A Casa Aconchegante reaparece como a pequena casa hobbit em Cricuta, ainda semelhante a Bolsão e dentro do Condado, mas mais próxima do selvagem. Sua próxima encarnação é a casa de Tom Bombadil, repleta de confortos domésticos, mas claramente pertencente a outra pessoa. A estalagem confortável em Bree oferece cama e comida ao estilo hobbit, além de cerveja, mas agora com a presença de homens estranhos e possíveis meio-orcs, além de riscos cada vez mais evidentes. Por fim, em Rivendell, após sobreviver a perigos extremos, a "Última Casa Aconchegante", que não se assemelha a um buraco hobbit, oferece segurança temporária e cura, na residência de uma figura poderosa, Elrond. Risden comenta que "amigos, assim como inimigos, vêm em muitas formas e tamanhos", e o mundo contém uma "variedade encantadora e maravilhosa de povos", concluindo que "a repetição [fractal] variada expande as possibilidades do mundo da Terra Média".

#### Gótico

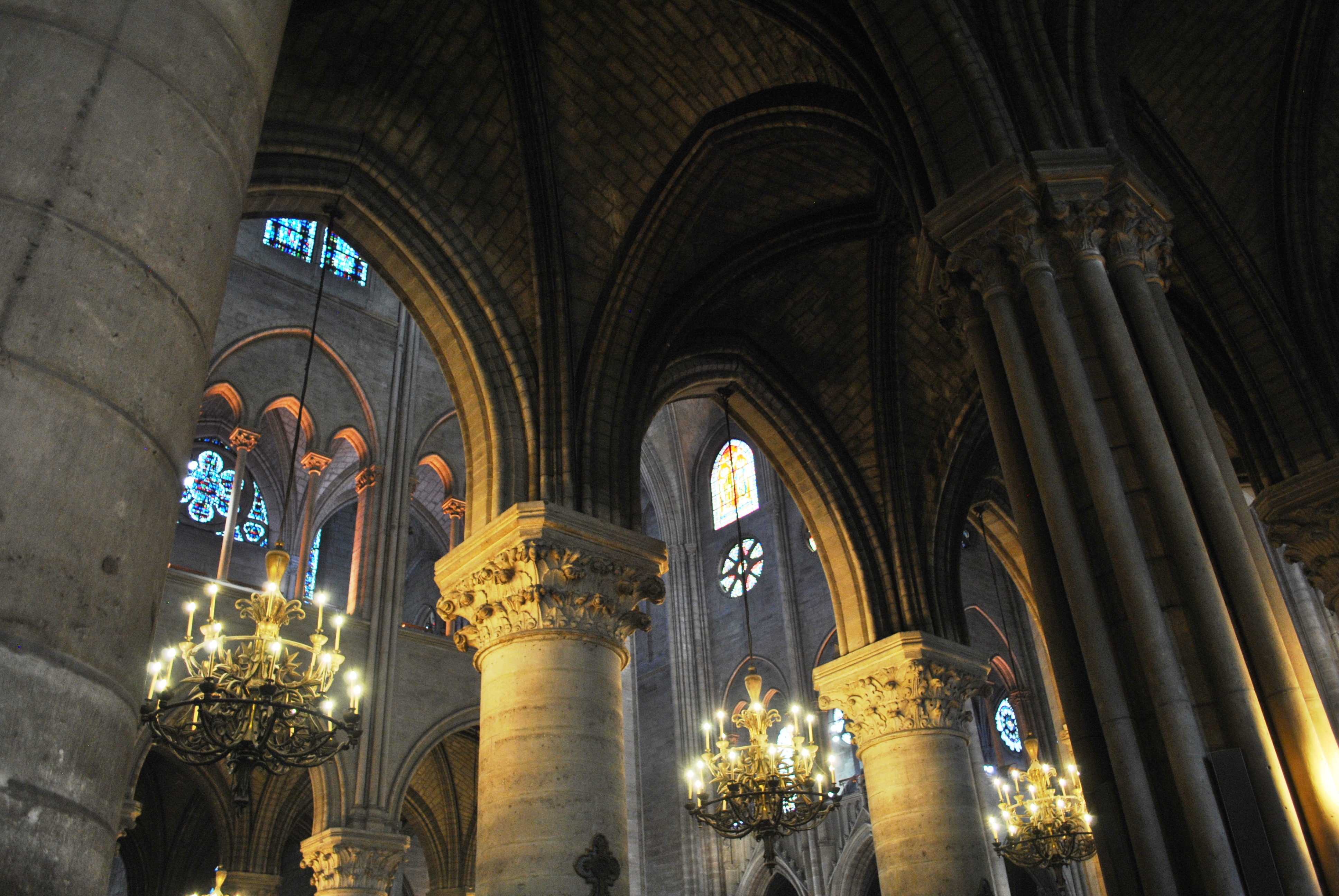
O romance foi comparado a uma catedral gótica, um espaço arquitetônico que oferece múltiplas vistas, luzes e atmosferas.

Como narrativa "gótica", segundo Risden, a história "explora, como uma catedral, ritmo, chiaroscuro e artifícios que expandem e completam o mundo do texto". Ele observa que a arte gótica foi descrita como uma relação entre "ideias transcendentais e o mundo finito", em sua visão, exatamente como a Terra Média; e que a escultura gótica, nas palavras do historiador de arte francês Henri Focillon [en], "era a expressão da piedade", ao mesmo tempo em que "valorizava a humanidade; amava e respeitava as criaturas de Deus como Ele as amava". Ele compara vários elementos da história a partes de uma catedral, como, por exemplo, a jornada de Frodo:
| Elemento da história         | Componente da catedral                             |
| ---------------------------- | -------------------------------------------------- |
| Caminho de Frodo para Mordor | Nave lateral [en]                                  |
| Mordor                       | Altar, lugar de sacrifício                         |
| "Casas Aconchegantes"        | Capelas laterais para oração e descanso espiritual |
| Sofrimento                   | Estações da Cruz                                   |
| Entrada em Mordor            | Deambulatório, uma passagem coberta                |
| Conclusão da missão          | Eucaristia                                         |
| Resgate por uma águia        | O espírito, João Evangelista                       |

Na visão de Risden, o uso por Tolkien de estruturas literárias clássicas e medievais, como digressões e episódios descritivos, "permite a expansão dos personagens e a exploração de fontes alternativas de poder e bondade no mundo", proporcionando uma "sensação do romantismo de um mundo no limite de nossa imaginação, mas fora do alcance tangível".

### Simetria
Shippey afirma que "uma das qualidades mais inegáveis, embora menos imitadas, de O Senhor dos Anéis é a complexa precisão de seu design geral". Ele cita como exemplo os paralelos detalhados entre os encontros da Comitiva com  Théoden e com  Denethor. A estudiosa de Tolkien Jane Chance [en] observa que os nomes dos dois líderes são quase anagramas.
| Elemento da história                                             | Théoden, Rei de Rohan                    | Denethor, Regente de Gondor                 |
| ---------------------------------------------------------------- | ---------------------------------------- | ------------------------------------------- |
| Subgrupo encontra um estranho prestativo                         | Aragorn, Gimli e Legolas encontram Éomer | Frodo e Sam encontram Faramir               |
| Líder do subgrupo confronta o estranho                           | Aragorn desafia Éomer                    | Frodo oculta sua missão de Faramir          |
| Estranho decide ajudar o grupo, contra a vontade de seu superior | Éomer empresta cavalos                   | Faramir permite que Frodo e Sam sigam       |
| Líder é um homem idoso que perdeu um filho                       | Théodred morreu em batalha               | Boromir morreu protegendo os hobbits        |
| Líder vê o outro herdeiro como "substituto duvidoso"             | O soBreenho Éomer é desobediente         | Faramir é erudito, não belicoso             |
| Líder morre durante a Batalha dos Campos do Pelennor             | Théoden morre em combate                 | Denethor comete suicídio durante a batalha  |
| Salão do líder é descrito em detalhes                            | Meduseld, o "salão dourado"              | O salão de pedra em Minas Tirith            |
| Um hobbit jura lealdade ao líder                                 | Merry junta-se aos Cavaleiros de Rohan   | Pippin torna-se guarda do palácio de Gondor |

## A Sociedade do Anel
O primeiro volume de O Senhor dos Anéis, A Sociedade do Anel, apresenta três tipos de estrutura narrativa, ausentes no restante do romance, que chamaram a atenção de estudiosos e críticos de Tolkien. Primeiro, os protagonistas hobbits, após iniciarem suas aventuras, retornam repetidamente a "Casas Aconchegantes", lugares confortáveis e seguros onde se recuperam. Segundo, Frodo frequentemente se encontra com um conselheiro e compartilha refeições (nem sempre em uma "Casa Aconchegante"), depois enfrenta uma jornada desajeitada em meio a perigos e, por fim, recebe ajuda inesperada. Terceiro, o volume alterna entre ação, com Frodo como protagonista, e dois capítulos excepcionalmente longos de narrativa retrospectiva, ambos criticamente importantes para o romance como um todo.

### As cinco "Casas Aconchegantes" de Frodo

As descrições de Tolkien das cinco "Casas Aconchegantes" de Frodo, alternando com lugares de perigo, formam uma estrutura repetitiva na primeira parte de A Sociedade do Anel. As "Casas Aconchegantes" são representadas por ícones de casas; os perigos, com ou sem violência, por ícones de espadas cruzadas. O arranjo é diagramático.

#### Estrutura deliberada
Em 2001, na London Review of Books, Jenny Turner escreveu que O Senhor dos Anéis é adequado para "pessoas vulneráveis. Você pode se sentir seguro dentro [dele], não importa o que esteja acontecendo no mundo cruel lá fora. Até o mais fraco pode ser o mestre deste pequeno universo aconchegante. Mesmo um hobbit peludo e tolo pode ver seus sonhos se tornarem realidade". Ela citou a observação do estudioso de Tolkien Tom Shippey [en] de que "os hobbits [...] precisam ser tirados [...] de nada menos que cinco 'Casas Aconchegantes'", com a perseguição no Condado terminando com um jantar na casa do fazendeiro Maggot, o problema com o Velho Salgueiro-homem culminando em banhos quentes e conforto na casa de Tom Bombadil, e novamente segurança após aventuras em Bree, Rivendell e – embora não em uma casa – Lothlórien. Turner comenta que ler o livro é "se ver suavemente balançado entre a desolação e o luxo, o sublime e o aconchegante. Assustador, seguro novamente. Assustador, seguro novamente. Assustador, seguro novamente".
| Ciclo | "Assustador"                                                                      | "Seguro novamente" (nas cinco "Casas Aconchegantes" de Frodo) |
| ----- | --------------------------------------------------------------------------------- | ------------------------------------------------------------- |
| 1     | —————                                                                             | 1.1 Bolsão                                                    |
| 2     | 1.3 Cavaleiros Negros em perseguição no Condado                                   | 1.5 A pequena casa em Cricuta                                 |
| 3     | 1.6 Velho Salgueiro-homem e a Floresta Velha                                      | 1.7 A casa de Tom Bombadil                                    |
| 4     | 1.8 Criatura Tumular                                                              | 1.9 A estalagem O Pônei Saltitante em Bree                    |
| 5     | 1.11 Cavaleiros Negros em Topo do Vento 1.12 Cavaleiros Negros na Fuga para o Vau | 2.2 Rivendell, "a última Casa Aconchegante a leste do mar"    |

#### "Em busca de uma história"

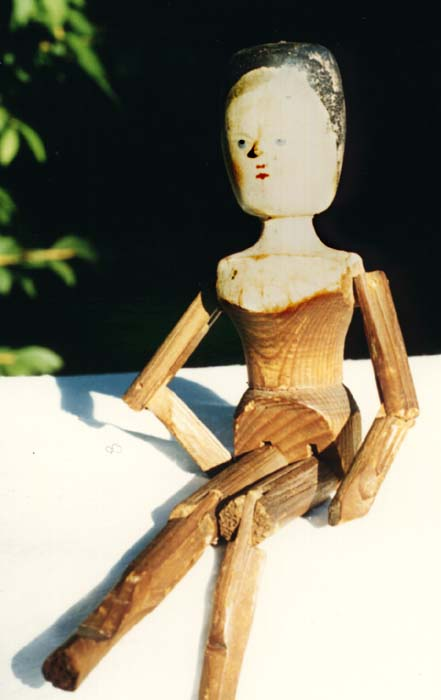
Tom Bombadil era uma boneca holandesa (exemplo na imagem) na família de Tolkien. A partir dela, Tolkien escreveu um poema, e desse poema criou o personagem no romance.

Shippey observou a alternância no início de O Senhor dos Anéis entre momentos de aventura perigosa e períodos de recuperação. Em vez de sugerir que Tolkien construiu esse padrão deliberadamente, ele propôs quatro explicações de como Tolkien poderia ter criado esse material naturalmente. Shippey sugeriu, em primeiro lugar, que o texto dá a impressão não de um momento de inspiração seguido por um período de invenção cuidadosa, mas de um longo processo de invenção laboriosa, em busca de alguma inspiração. Tolkien escrevia e criava personagens, lugares e eventos, enfrentando inevitavelmente as complicações surgidas do confronto entre diferentes elementos da história, que, por fim, levavam a uma inspiração.
Shippey comenta que a obra dá a impressão, apesar de "muita reelaboração", de que Tolkien estava "inicialmente em busca de uma história e se mantendo ativo com uma espécie de diário de viagem". Em busca de material, Tolkien recorreu a uma espécie de "autoplagiarismo", reutilizando e expandindo suas próprias criações anteriores, como o poema "As Aventuras de Tom Bombadil", escrito em 1934, que lhe forneceu os personagens Tom Bombadil, o Velho Salgueiro-homem e o Criatura Tumular. O conhecimento profissional de Tolkien em filologia também o auxiliou, com atenção cuidadosa a lugares e topônimos, começando no Condado, de caráter bem inglês, e depois expandindo-se para além dele. Por fim, Tolkien permitiu-se um toque de diversão caprichosa, descrevendo refeições deliciosas que os protagonistas hobbits desfrutavam ao final de cada aventura, cantando canções alegres na forma de poemas inseridos no texto [en], tomando banhos quentes em Crickhollow e, de forma mais prazerosa, construindo diálogos humorísticos. Shippey comenta que "Tolkien achava fácil demais, e divertido demais, simplesmente deixar os hobbits conversarem". Seus amigos precisaram aconselhá-lo a reduzir o "papo de hobbit".
| Crítico      | Explicação proposta                             | Método de escrita implícito |
| ------------ | ----------------------------------------------- | --- |
| Jenny Turner | Narrativa deliberada para "pessoas vulneráveis" | "Assustador, seguro novamente. Assustador, seguro novamente."                                                                                             |
| Tom Shippey  | Invenções laboriosas em busca de inspiração     | Criar personagens, lugares e eventos. Enfrentar complicações: encontrar inspiração por fim.                                                               |
| Tom Shippey  | Usar materiais escritos anteriormente           | Expandir poemas antigos, desenvolver personagens mencionados neles (Velho Salgueiro-homem, Tom Bombadil, Criatura Tumular).                               |
| Tom Shippey  | Preocupação com lugares e topônimos             | Desenvolver topônimos no Condado e depois em outros lugares (ex.: Bree) usando filologia.                                                                 |
| Tom Shippey  | Diversão caprichosa                             | Descrever refeições em detalhes; fazer os personagens cantarem canções, incluídas no texto; deixar os hobbits "conversarem" e Breencarem exuberantemente. |

## Ciclos e espirais

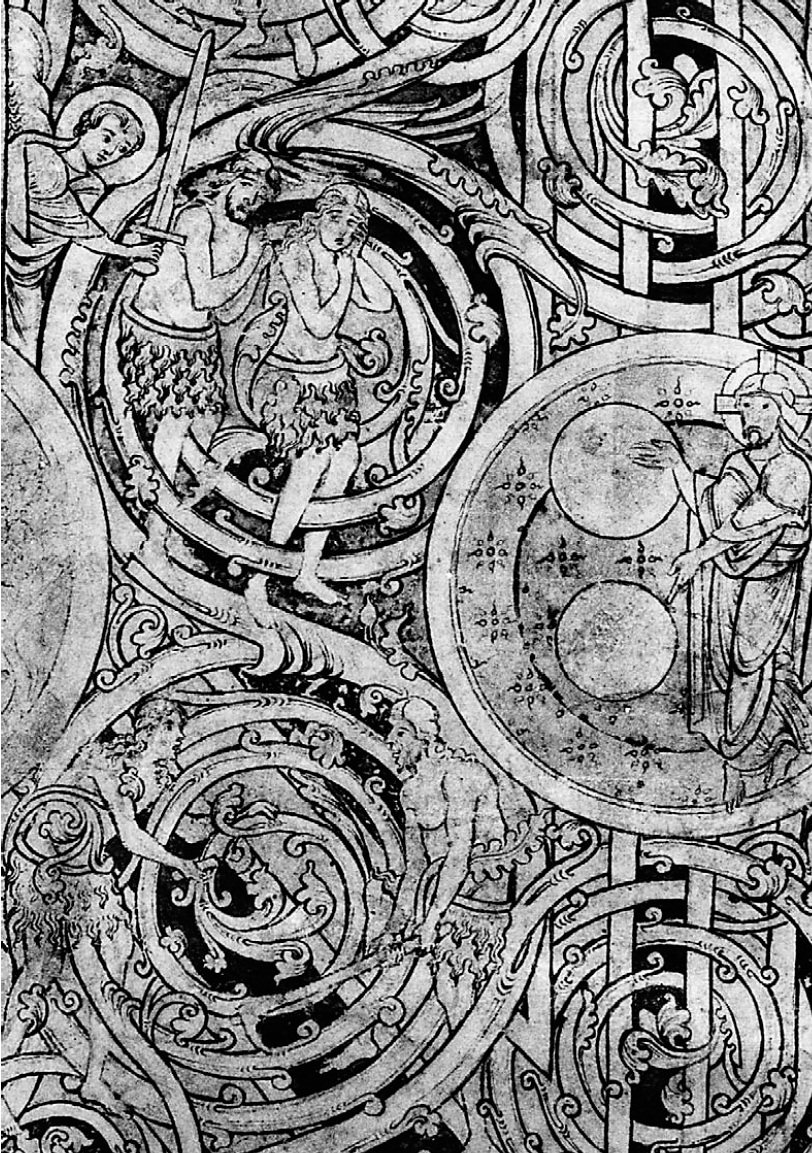
A análise de David M. Miller evoca "ciclos e espirais" na narrativa (Bíblia da Escola do Mosa ilustrada), com muitos paralelos entre diferentes sequências de eventos.

No livro A Tolkien Compass, o estudioso de literatura David M. Miller descreve tanto O Hobbit quanto O Senhor dos Anéis como contos de "ida e volta", com várias aventuras digressivas ao longo do caminho. Em sua visão, o cenário é, portanto, a estrada, e o romance é, até certo ponto, picaresco, com a distinção crucial de que os componentes são quase sempre essenciais para a trama. O protagonista, Bilbo e depois Frodo, vivencia uma aventura após a outra, "talvez aprendendo e amadurecendo ao longo do caminho, mas enfrentando cada experiência essencialmente como se fosse nova". Miller identifica nove desses "ciclos" em A Sociedade do Anel:
| "Conferência em tranquilidade" | "Jornada desajeitada"     | "Perigo"              | "Ajuda inesperada"                        |
| ------------------------------ | ------------------------- | --------------------- | ----------------------------------------- |
| Gandalf, Frodo                 | Bosque do Fim             | Cavaleiro Negro       | Elfos de Gildor                           |
| Elfos, Frodo                   | Riacho do Estoque         | Cavaleiro Negro       | Fazendeiro Magote                         |
| Fazendeiro Magote, Frodo       | Balsa "(sem erros)"       | Cavaleiro Negro?      | Hobbits                                   |
| Frodo, Hobbits                 | Floresta Velha            | Velho-homem Salgueiro | Bombadil                                  |
| Bombadil, Frodo                | Colinas dos Túmulos       | Criatura Tumular      | Bombadil "(esperado)"                     |
| Bombadil, Frodo                | Festa no Pônei Saltitante | Cavaleiros Negros     | Passolargo                                |
| Passolargo, Frodo              | Topo do Vento             | Cavaleiros Negros     | "Frodo em si", Passolargo como curandeiro |
| Passolargo, Frodo              | Última Ponte              | Cavaleiros Negros     | Glorfindel                                |
| Glorfindel, Passolargo         | Vau de Bruinen            | Cavaleiros Negros     | Gandalf, Elrond, Rio Bruinen              |

Miller faz várias observações sobre esses ciclos. Cada "conferência" envolve comida, de modo que os ciclos são de fartura e escassez. Cada perigo "é total", pois uma derrota em qualquer ponto encerraria a missão. O ajudante inesperado em cada ciclo torna-se o conselheiro no próximo ciclo. Miller observa que os ciclos envolvendo o Velho Salgueiro-homem e o Criatura Tumular são anômalos, pois essas etapas não levam o Anel mais perto de Valfenda, nem os personagens hostis estão preocupados com o Anel. Em vez disso, a "Floresta Velha, o Velho Salgueiro-homem, Tom como o Mais Antigo" (ênfase dele) estão fora do tempo, "remanescências da Primeira Era"; e, como a missão, "o tempo avança em espasmos e pausas com um ritmo perceptível": o tempo parece parar nas moradas élficas de Valfenda e Lothlórien. Quanto ao episódio com o Criatura Tumular, ele pertence à Segunda Era, e Frodo entra na derrota dos homens pelas forças do Rei-ruxo em Carn Dûm. Miller traça paralelos entre esse encontro, onde Frodo corta a mão do Criatura Tumular, e o de Merry com o Rei-bruxo na Batalha dos Campos do Pelennor; entre seu chamado a Bombadil e seu próprio chamado a Elbereth na toca de Shelob; e entre a destruição do túmulo com o banimento do espectro e a destruição final de Barad-Dûr acompanhada pelo vento que leva Sauron. Miller conclui que "os eventos do Livro I formam, não tanto um ciclo, mas uma espiral. As apostas aumentam constantemente, e os jogadores tornam-se cada vez mais conscientes de si mesmos".
Shippey descreve a análise de Miller como proporcionando "uma sensação de ciclos e espirais" em vez de uma progressão linear. Ele sugere que essas estruturas podem ter sido "criadas, em parte, pelos hábitos de escrita de Tolkien, reescrevendo continuamente", em muitos pequenos estágios, como ondas de uma maré que avança, "cada uma rolando um pouco mais para cima na praia".

## Capítulos em retrospectiva
Estudiosos como Verlyn Flieger [en] observaram a estrutura narrativa dos dois livros de A Sociedade do Anel, notando que, ao contrário do restante de O Senhor dos Anéis (que possui uma estrutura narrativa intricadamente entrelaçada), tudo é contado em uma única linha com Frodo como protagonista, exceto pelos dois capítulos de narrativa em retrospectiva, "A Sombra do Passado" e "O Conselho de Elrond". Esses capítulos combinam resumos da história do Anel com diálogos citados. Além disso, eles são semelhantes por terem um personagem sábio e antigo – o Mago Gandalf ou o líder élfico Elrond – recapitular o passado para explicar a situação presente. Ambos os capítulos são excepcionalmente longos e cruciais para definir a direção de todo o romance, sendo incomuns por consistirem quase inteiramente de diálogos, sem ação. Essa estrutura é não convencional, até ousada, pois viola o princípio básico de escrita "mostre, não conte [en]".
| Livro                 | Linha narrativa única com Frodo como protagonista | Flashback narrado por Gandalf ou Elrond | Importância |
| --------------------- | ------------------------------------------------- | --------------------------------------- | --- |
| O Anel Parte          | "Uma Festa Muito Esperada"                        |                                         | |
|                       |                                                   | "A Sombra do Passado"                   | "O capítulo crucial" (Tolkien); "o capítulo vital" (Shippey); define a trama central da obra; Frodo e o leitor percebem que haverá uma missão para destruir o Anel |
|                       | Mais 10 capítulos                                 |                                         | |
| O Anel Vai para o Sul | "Muitas Reuniões"                                 |                                         | |
|                       |                                                   | "O Conselho de Elrond"                  | Excepcionalmente longo, com 15.000 palavras; explica o perigo do Anel; apresenta os membros da Sociedade do Anel; define a jornada (resto do romance)              |
|                       | Mais 8 capítulos                                  |                                         | |

### J. R. R. Tolkien
1. ↑  (Tolkien 1954a), livro 2, cap. 1 "Muitas Reuniões"